# Сеиба (Вега Алта, Порторико)
Сеиба (шп. Ceiba, Vega Alta County) град је у америчкој острвској територији Порторико, острвској држави Кариба.

## Демографија
По попису из 2010. године број становника је 3.381, што је 317 (-8,6%) становника мање него 2000. године.
| Група             | 2000.         | 2010.         |
| Белци             | 16 (0,4%)     | 21 (0,6%)     |
| Афроамериканци    | 154 (4,2%)    | 454 (13,4%)   |
| Азијати           | 1 (0,0%)      | 5 (0,1%)      |
| Хиспаноамериканци | 3.679 (99,5%) | 3.355 (99,2%) |
| Укупно            | 3.698         | 3.381         |